# 鈴木正一 (海軍軍人)
鈴木 正一（すずき しょういち、1902年(明治35年)1月20日 - 1968年(昭和43年)7月24日）は、東京都出身の大日本帝国海軍軍人。成城中学卒業。海軍兵学校(52期)卒業。最終階級は海軍大佐。戦後は伊藤忠商事を経て、極東航空、関汽エアーラインズに勤務。その後深海作業船よみうり号運営委員会委員に就任。

## 経歴
- 1902年(明治35年)1月20日 - 誕生
- 1921年(大正10年)8月26日 - 海軍兵学校入校
- 1924年(大正13年)

7月24日 - 海軍兵学校（52期）卒業
7月24日 - 海軍少尉候補生　初任
- 1925年(大正14年)12月1日 - 海軍少尉
- 1926年(大正15年) -「春日」乗組
- 1927年(昭和2年)

4月13日 - 海軍砲術学校第(50期)普通科 学生教程卒業
7月29日 - 海軍水雷学校第(50期)普通科 学生教程卒業
12月1日 - 海軍中尉・第九潜水隊
- 1928年(昭和3年) - 霞ヶ浦海軍航空隊附
- 1929年(昭和4年) - 横須賀海軍航空隊附
- 1930年(昭和5年) - 空母「加賀」乗組
- 1931年(昭和6年) - 霞ヶ浦海軍航空隊附分隊長兼教官

秋 - 艦上攻撃機を使用し、日本初の空中給油実験に成功
- 1932年(昭和7年)秋 - 「トランストランディング」の研究を行い、着艦誘導灯実験に成功
- 1933年(昭和8年) -「鳳翔」乗組

鳳翔に誘導灯を設置し、初の夜間着艦実験を成功させた
- 1934年(昭和9年) - 霞ヶ浦海軍航空隊附分隊長兼教官
- 1935年(昭和10年) - 館山海軍航空隊附分隊長

9月10日 - 海軍航空技術廠飛行實驗部部員
- 1937年(昭和12年)12月1日 - 海軍少佐
- 1938年(昭和13年) - 木更津海軍航空隊附分隊長

3月12日 - 第十三航空隊分隊長
7月30日 - 海軍航空廠飛行實驗部部員
- 1941年(昭和16年) - 第十二航空隊飛行長

9月5日 - 海軍航空技術廠飛行實驗部部員
- 1942年(昭和17年)11月1日 - 海軍中佐
- 1943年(昭和18年)

1月6日 - 第七五一海軍航空隊飛行長
6月7日 - 第二航空戦隊司令部
6月11日 - 隼鷹飛行長
9月5日 - 横須賀鎮守府附被仰付
9月15日 - 第二航空戦隊司令部付第二航空戦隊参謀
10月9日 - 敍勲三等授瑞宝章
- 1944年(昭和19年)

3月10日 - 兼第六五二海軍航空隊副長兼飛行長
3月29日 - 第六五二海軍航空隊司令
4月1日 - 兼隼鷹飛行長
7月10日 - 第六〇一海軍航空隊司令
10日10日 - 兼第六〇一海軍航空隊副長
- 1945年(昭和20年)

2月10日 - 第七二一海軍航空隊
2月15日 - 第七二二海軍航空隊司令
3月8日 - 海軍航空本部出仕兼横須賀海軍航空隊
5月1日 - 海軍航空本部より特殊攻撃機・ジェットエンジン搭載櫻花四三乙型のカタパルトによる射出訓練用地として滋賀海軍航空隊案内のもと滋賀海軍航空隊と比叡山東斜面を視察。
5月18日-海軍航空本部より比叡山のカタパルト工事の施工発令が出る。工事施工は滋賀海軍航空隊となる。
神雷部隊
7月1日-滋賀海軍航空隊の別動隊で伊吹部隊（近江隊、山城隊、播磨隊) グライダーの操縦訓練で合格した者は一旦、滋賀空に戻り比叡山の桜花特攻部隊で開隊された七二五部隊（神雷部隊)に編入する。司令兼副長。
7月4日-滋賀海軍航空隊の甲飛15期生・甲飛16期生は「太湖特攻隊」と命名され比叡山の宿坊に駐留し比叡山山腹にある櫻花第七二五海軍航空隊カタパルト地下壕掘りと警備に着く。
7月25日-神之池海軍航空隊の整備員と搭乗員約40名は比叡山の第七二五海軍航空隊（神雷部隊）に編入する。
7月27日-美保航空基地より零式艦上戦闘機3機を第七二五海軍航空隊（神雷部隊）滋賀海軍航空隊の滑走路に配備する。
8月11日-茨城県百里原海軍航空隊より航空専科教程を終えた十数名が滋賀海軍航空隊経由で第七二五海軍航空隊(神雷部隊)に編入。
9月5日 - 海軍大佐
10月15日 - 予備役被仰付
12月18日 - 横須賀地方復員局管業部部員
12月18日 - 充員召集を命す
- 1946年(昭和21年)3月30日 - 海軍大佐　退任　充員召集を解除
- 1958年(昭和33年)12月17日 - 堀越二郎などと航空事故に関する座談会を実施
- 1965年(昭和39年)7月29日 - 伊豆の真鶴沖にて潜水船「よみうり号」の公開潜航試験をテレビの実況放送を通じて実施
- 1968年(昭和43年)7月24日午後4時16分 - 北海道松前郡松前町「旅館よこはま荘」で北海道漁業環境調査打ち合わせ中、脳卒中のため死去